# دييغو ديل كاربيو
بلدية دييغو ديل كاربيو (بالإسبانية: Diego del Carpio) هي بلدية تقع في مقاطعة آبلة التابعة لمنطقة قشتالة وليون وسط إسبانيا.

## الديموغرافيا
يبلغ عدد سكان بلدية دييغو ديل كاربيو 178 نسمة عام 2011 (وفقاً للمعهد الوطني للإحصاء الإسباني).
| 333 | 309 | 278 | 238 | 216 | 192 | 178 |